# Aljaksej Ajdaraŭ
Aljaksej Pjatrovič Ajdaraŭ (in bielorusso Аляксей Пятровіч Айдараў?, in ucraino Олексій Петрович Айдаров?, Oleksij Petrovyč Ajdaraov; Ekaterinburg, 15 novembre 1974) è un ex biatleta bielorusso naturalizzato ucraino.
È indicato anche con la variante russa del suo nome, Алексей Петрович Айдаров (Aleksej Petrovič Ajdarov).
Gareggiò prevalentemente per la nazionale bielorussa, per poi passare a fine carriera (dalla stagione 2006-2007) a quella ucraina.

## Biografia
In Coppa del Mondo ottenne il primo risultato di rilievo l'8 dicembre 1994 a Bad Gastein (12°), il primo podio l'8 dicembre 1996 a Östersund (3°) e la prima vittoria il 7 dicembre 1997 a Lillehammer.
In carriera prese parte a due edizioni dei Giochi olimpici invernali, Nagano 1998 (37° nella sprint, 3° nell'individuale, 4° nella staffetta) e Salt Lake City 2002 (37° nella sprint, 48° nell'inseguimento, 17° nell'individuale, 8° nella staffetta), e a undici dei Campionati mondiali, vincendo quattro medaglie.

## Palmarès

### Olimpiadi
- 1 medaglia:
  - 1 bronzo (individuale[2] a Nagano 1998)

### Mondiali
- 4 medaglie:
  - 1 oro (staffetta[2] a Kontiolahti/Oslo 1999)
  - 1 argento (staffetta[2] a Pokljuka 2001)
  - 2 bronzi (staffetta[2] a Ruhpolding 1996; staffetta[2] a Chanty-Mansijsk 2003)

### Coppa del Mondo
- Miglior piazzamento in classifica generale: 12º nel 1999
- 17 podi (4 individuali, 13 a squadre[1]), oltre a quelli ottenuti in sede olimpica e iridata e validi anche ai fini della Coppa del Mondo:
  - 5 vittorie (2 individuali, 3 a squadre)
  - 4 secondi posti (a squadre)
  - 8 terzi posti (2 individuali, 6 a squadre)

#### Coppa del Mondo - vittorie
| Data             | Località           | Nazione         | Spec.                                                     |
| ---------------- | ------------------ | --------------- | --------------------------------------------------------- |
| 7 dicembre 1997  | Lillehammer        | Norvegia        | PU                                                        |
| 16 gennaio 1999  | Ruhpolding         | Germania        | SP                                                        |
| 12 dicembre 2002 | Pokljuka Östersund | Slovenia Svezia | RL (con Vladimir Dračëv, Rustam Valiulin e Aleh Ryžankoŭ) |
| 25 gennaio 2003  | Anterselva         | Italia          | RL (con Vladimir Dračëv, Rustam Valiulin e Aleh Ryžankoŭ) |
| 14 febbraio 2003 | Oslo Holmenkollen  | Norvegia        | RL (con Vladimir Dračëv, Rustam Valiulin e Aleh Ryžankoŭ) |

Legenda:

SP = sprint

PU = inseguimento

RL = staffetta